# Hindenburgdæmningen
Hindenburgdæmningen (også Sild-dæmningen) er en 11 kilometer lang jernbanedæmning mellem det nordfrisiske fastland og vadehavsøen Sild.
1. juni 1927 blev dæmningen indviet med et særtog, hvor blandt andet rigspræsident Paul von Hindenburg, som dæmningen har fået navn efter, var med.

## Opførelse
Arbejdet med dæmningen, der blev påbegyndt i maj 1923, kostede i alt 18,5 mill. rigsmark, hvilket giver et gennemsnit på 1.700 rigsmark pr. meter.
Arbejdet med dæmningen tiltrak mænd langvejs fra og i perioder var op mod 1.500 mand beskæftiget på dæmningen. Arbejdet var til tider et sisyfos-arbejde, hvor arbejdet blev sat tilbage af tidevand og stormfloder. Men d. 15. september 1925, kl. 05:30 om morgenen blev den sidste åbning i dæmningen lukket, og Sild var nu forbundet med fastlandet.
Efter 2. verdenskrig fremkom der forslag om at give dæmningen et nyt navn. Hindenburg blev betragtet som manden, der beredte vejen for Adolf Hitler. Navneændringen blev dog ikke til noget.

## Sporanlæg
Dæmningen er en jernbanedæmning uden vej. Fra starten var den ensporet, men med stigende trafik blev behovet for at kunne krydse tog på strækningen større, og i 1955 blev blokpost Hindenburgdamm lavet til en krydsningsbanegård, således at det blev muligt for to tog at krydse hinanden. I årene 1971-1973 blev hele strækningen over dæmningen gjort dobbeltsporet og der blev opført en ny blokpost, kaldet Villa Meeresblick (Villa havudsigt). I dag er blokposten ikke længere bemandet, den fjernstyres fra Nibøl.

## Biltog
Det var fra åbningen af dæmningen muligt at få fragtet biler med toget til og fra Sild. Det foregik det mellem Morsum på Sild og Klangsbøl på fastlandet, og fra 1930 mellem Vesterland og Nibøl, som stadig er udgangspunkterne for en tur med biltoget.
I starten blev bilerne fragtet som almindeligt gods på fladvogne koblet til det daglige godstog til og fra øen. Hurtigt blev efterspørgslen på fragt af biler så stor, at bilerne fik deres eget godstog. Passagerer var henvist til almindelige persontog, da det ikke var tilladt at sidde i bilerne under overfarten. I 1950 blev reglerne ændret og siden da er passagerne blevet siddende i bilen.
I 1950'erne blev der udviklet vogne med dobbeltdæk til brug for transport af biler fra bilfabrikker. Nogle af disse blev ombygget og blev d. 24. maj 1960 forsøgsmæssigt indsat på strækningen, for at øge kapaciteten. Forsøget var en succes, dobbeltdækker vognene blev i begyndelsen af juni 1961 indsat i fast rutefart og fladvogne kun brugt til køretøjer, der var for høje til de nye vogne.

## Historisk
Før oprettelsen af dæmningen gik trafikken til øen med Tønder-Højer banen og videre med færgen mellem Højer Sluse og færgehavnen i Munkmarsk på Sild. Efter at havnen i Højer i 1920 blev dansk område, drøftede tyskerne muligheden for oprettelse af en fast dæmning mellem øen og det sydslesvigske fastland.

## Miljøpåvirkning
Oprettelsen af dæmningen afbrød imidlertid tidevandsstrømmen mellem Sild og fastlandet. Det antages, at de nu forandrede strømningsforhold omkring øen er medansvarlige for de enorme landtab ved Hørnum på Silds sydspids.

## Eksterne links
- Biltoget til Sild (Sylt Shuttle)

54°53′1″N 8°31′28″Ø / 54.88361°N 8.52444°Ø